# ورزشگاه ماین رود
۵۳°۲۷′۴″ شمالی ۲°۱۴′۷″ غربی / ۵۳٫۴۵۱۱۱°شمالی ۲٫۲۳۵۲۸°غربی
 ورزشگاه ماین رود  (به انگلیسی: Maine Road) ورزشگاه خانگی منچسترسیتی بود که در سال ۱۹۲۳ میلادی ساخته شده و در سال ۲۰۰۳ میلادی تخریب شد. باشگاه فوتبال منچستر یونایتد در سال‌های ۱۹۴۵ تا ۱۹۵۳ بازی‌های خانگی خود را در این ورزشگاه برگزار می‌کرد.